# František z Tecku
František z Tecku (František Pavel Karel Ludvík Alexandr; 28. srpna 1837, Osijek – 21. ledna 1900, Londýn), do roku 1863 známý jako hrabě František von Hohenstein, byl v Rakousku narozený šlechtic, který se přiženil do britské královské rodiny. Byl otcem královny Marie, a tak také pradědečkem britské panovnice Alžběty II. František byl nositelem rakouského titulu hraběte z Hohensteinu, německého titulu prince a později vévody z Tecku a v roce 1863 obdržel predikát Jasnost. V roce 1887 byl povýšen na Výsost.

## Původ a raná vojenská kariéra
František se narodil 28. srpna 1837 ve městě Esseg a byl pokřtěn jako František Pavel Karel Ludvík Alexandr. Jeho otcem byl vévoda Alexandr Württemberský, syn vévody Ludvíka Württemberského. Jeho matkou byla Claudine Rhédey von Kis-Rhéde. Manželství jeho rodičů bylo morganatické, takže František neměl žádná práva na Württemberské království. Při narození dostal titul hrabě z Hohensteinu, poté byla jeho matka císařem Ferdinandem I. povýšena na hraběnku z Hohensteinu.
V letech 1849 až 1853 byl vzděláván inženýry císařské rakouské armády a v roce 1854 do této armády jako lajtnant kopiníků vstoupil. V roce 1858 přešel ke gardové eskadře a později se stal rytmistrem husarů. Během rakousko-sardinské války sloužil v Itálii jako důstojník pod hrabětem von Wimpffenem a v roce 1859 mu byla udělena zlatá medaile za význačnou službu v bitvě u Solferina a bronzová válečná medaile.
V roce 1863 se stal ve Württemberském království princem z Tecku s oslovením Jasnost. Sloužil v prusko-rakouské válce a rakouskou armádu opustil po svém sňatku a přestěhování do Anglie v roce 1866.

## Sňatek a vévodství

František z Tecku a jeho manželka Marie Adelaida s Filipem Württemberským a jeho manželkou Marií Terezou v Anglii, kolem roku 1866

Jako dítě z morganatického manželství a bez následnických práv na trůn nebyl František přijatelný jako manžel pro princezny ve většině evropských královských domů. František měl navíc ve srovnání s jinými evropskými knížaty malý příjem. Přiženil se tak do bohatší rodiny tím, že se oženil se svou vzdálenou příbuznou (oba byli potomky britského krále Jiřího II.) Marií Adelaidou z Cambridge, mladší dcerou vévody Adolfa z Cambridge a vnučkou krále Jiřího III.
Pár byl oddán 12. června 1866 v kapli svaté Anny v Kew v Surrey; ženichovi bylo dvacet osm a nevěstě třicet dva let. Manželé spolu měli dceru a tři syny:
- 1. Viktorie Marie z Tecku (26. 5. 1867 Londýn – 24. 3. 1953 tamtéž)
  - ⚭ 1893 Jiří V. (3. 6. 1865 Londýn – 20. 1. 1936 Sandringham House), král Spojeného království Velké Británie a Irska a císař indický od roku 1910 až do své smrti
- 2. Adolf z Tecku (13. 8. 1868 Londýn – 24. 10. 1927 Shrewsbury), od roku 1900 vévoda z Tecku, 1. markýz z Cambridge
  - ⚭ 1894 Margaret Evelyn Grosvenor (8. 4. 1873 Eccleston – 27. 3. 1929 Londýn)
- 3. František z Tecku (9. 1. 1870 Londýn – 22. 10. 1910 tamtéž), svobodný a bezdětný
- 4. Alexandr z Tecku (14. 4. 1874 Londýn – 16. 1. 1957 tamtéž), 1. hrabě z Athlone, generální guvernér v Jižní Africe v letech 1924–1931 a generální guvernér Kanady v letech 1940–1946, generálmajor britské armády
  - ⚭ 1904 Alice z Albany (25. 2. 1883 Windsor – 3. 1. 1981 Londýn)

V roce 1871 Františka württemberský král povýšil na vévodu z Tecku.

## Pozdější vojenská kariéra
Teck se 15. června 1867 stal čestným plukovníkem 1. dobrovolnického dělostřelectva v Surrey a pokračoval jako nadpočetný plukovník 1. městského dělostřelectva v Londýně. 16. srpna 1876 se stal také čestným plukovníkem 49. dobrovolnických puškařů v Middlesexu.
Během egyptského tažení v roce 1882 byl přidělen ke štábu britského generála sira Garneta Wolseleyho. Obdržel stříbrnou medaili za bitvu u Tel-el-Kebir, Chedivovu hvězdu a řád Osmanie první třídy.
6. března 1889 byl František jmenován plukovníkem à la suite 25. (1. Württemberských) dragounů "královny Olgy" a 18. října 1891 generálmajorem německé armády. V červenci 1893 se stal generálmajorem britské armády a 18. dubna 1895 generálporučíkem německé armády.
Protože František neměl žádné dědictví, žil pár z parlamentního příspěvku Marie Adelaidy, který činil 5.000 liber ročně, který byl doplněn příjmem od její matky, vévodkyně z Cambridge. Marie Adelaida žádala svou sestřenici, královnu Viktorii, o další finanční prostředky, ale neúspěšně; byl jim však přidělen byt v Kensingtonském paláci v Londýně a ve venkovském domě White Lodge v Richmond Park.
Vévoda a vévodkyně si žili nad poměry, což vedlo k hromadění velkých dluhů. V roce 1883 opustil pár Británii a odcestoval do Evropy, kde žil u příbuzných ve Florencii a Německu. Do Británie se vrátili po dvou letech v roce 1885.

## Pozdější život
1. července 1887 povýšila královna Tecka na Výsost, což mu dala jako dar ke svému zlatému výročí. Navzdory tomu byli Teckové stále považováni za nižší příbuzné s malým postavením či bohatstvím. Život se jim zlepšil, když byla jejich jediná dcera Viktorie Marie (v rodině známá jako May) zasnoubena s princem Albertem Viktorem, druhým v pořadí nástupnictví britského trůnu. Proti sňatku se původně postavili princovi rodiče, princ a princezna z Walesu: Arthur Balfour v roce 1890 napsal lordu ze Salisbury, že "dívku Teckovou nebudou mít, protože Tecka nenávidí a z vidiny princezny Marie v Marlborough House princ z Walesu onemocněl." Královna však dala 12. prosince 1891 k zásnubám oficiální souhlas. Smrt Alberta Viktora o několik týdnů později znamenala pro všechny krutou ránu. Princezna Marie však souhlasila, když se měla namísto toho provdat za princova mladšího bratra (a dalšího v linii následnictví) Jiřího.
V roce 1897 vévodkyně z Tecku v 63 letech zemřela a z Františka se stal vdovec. Nadále žil ve White Lodge v Richmondu, nevykonával však žádné královské povinnosti.
František byl presidentem královské botanické společnosti a členem mnohých klubů, včetně klubu White's, Marlborough Club, Bachelors' Club, Army and Navy Club, United Service Club, Cavalry Club, Naval and Military Club, Travellers Club, St George's Club, The Hurlingham Club, Ranelagh Club a Jockey Club, byl také členem Adels-Casino ve Vídni a Herren-Casino ve Stuttgartu.
Vévoda z Tecku zemřel 21. ledna 1900 ve White Lodge ve věku 62 let. Pohřben byl vedle své manželky v královské hrobce v kapli svatého Jiří ve Windsoru.

## Tituly, oslovení a vyznamenání

Erb vévody Františka z Tecku.

### Tituly a oslovení
- 28. srpna 1837 – 1. prosince 1863: hrabě František z Hohensteinu
- 1. prosince 1863 – 16. září 1871: Jeho Jasnost princ František z Tecku
- 16. září 1871 – 11. července 1887: Jeho Jasnost vévoda z Tecku
- 11. července 1887 – 21. ledna 1900: Jeho Výsost vévoda z Tecku

### Vyznamenání
- Spojené království Velké Británie a Irska:
  - Řád lázně
  - Královský řád Viktoriin
  - Nejctihodnější řád sv. Jana Jeruzalémského
- Württemberské království:
  - Řád württemberské koruny
  - Řád Fridrichův

## Vývod z předků
|                   |                                    |  |                             |                                                    |  |  |  |  |  |  |  | Karel Alexandr Württemberský |
|                   |                                    |  |                             |                                                    |  |  |  |  |  |  |  |                              |
|                   | Fridrich II. Evžen Württemberský   |  |                             |                                                    |  |  |  |  |  |  |  |                              |
|                   |                                    |  |                             |                                                    |  |  |  |  |  |  |  |                              |
|                   |                                    |  |                             | Marie Augusta z Thurn-Taxisu                       |  |  |  |  |  |  |  |                              |
|                   |                                    |  |                             |                                                    |  |  |  |  |  |  |  |                              |
|                   | Ludvík Württemberský               |  |                             |                                                    |  |  |  |  |  |  |  |                              |
|                   |                                    |  |                             |                                                    |  |  |  |  |  |  |  |                              |
|                   |                                    |  |                             | Fridrich Vilém Braniborsko-Schwedtský              |  |  |  |  |  |  |  |                              |
|                   |                                    |  |                             |                                                    |  |  |  |  |  |  |  |                              |
|                   | Bedřiška Braniborsko-Schwedtská    |  |                             |                                                    |  |  |  |  |  |  |  |                              |
|                   |                                    |  |                             |                                                    |  |  |  |  |  |  |  |                              |
|                   |                                    |  |                             | Žofie Dorota Pruská                                |  |  |  |  |  |  |  |                              |
|                   |                                    |  |                             |                                                    |  |  |  |  |  |  |  |                              |
|                   | Alexandr Württemberský             |  |                             |                                                    |  |  |  |  |  |  |  |                              |
|                   |                                    |  |                             |                                                    |  |  |  |  |  |  |  |                              |
|                   |                                    |  |                             | Karel August Nasavsko-Weilburský                   |  |  |  |  |  |  |  |                              |
|                   |                                    |  |                             |                                                    |  |  |  |  |  |  |  |                              |
|                   | Karel Kristián Nasavsko-Weilburský |  |                             |                                                    |  |  |  |  |  |  |  |                              |
|                   |                                    |  |                             |                                                    |  |  |  |  |  |  |  |                              |
|                   |                                    |  |                             | Augusta Frederika Vilemína Nasavsko-Idsteinská     |  |  |  |  |  |  |  |                              |
|                   |                                    |  |                             |                                                    |  |  |  |  |  |  |  |                              |
|                   | Henrietta Nasavsko-Weilburská      |  |                             |                                                    |  |  |  |  |  |  |  |                              |
|                   |                                    |  |                             |                                                    |  |  |  |  |  |  |  |                              |
|                   |                                    |  |                             | Vilém IV. Oranžský                                 |  |  |  |  |  |  |  |                              |
|                   |                                    |  |                             |                                                    |  |  |  |  |  |  |  |                              |
|                   | Karolína Oranžsko-Nasavská         |  |                             |                                                    |  |  |  |  |  |  |  |                              |
|                   |                                    |  |                             |                                                    |  |  |  |  |  |  |  |                              |
|                   |                                    |  |                             | Anna Hannoverská                                   |  |  |  |  |  |  |  |                              |
|                   |                                    |  |                             |                                                    |  |  |  |  |  |  |  |                              |
| František z Tecku |                                    |  |                             |                                                    |  |  |  |  |  |  |  |                              |
|                   |                                    |  |                             |                                                    |  |  |  |  |  |  |  |                              |
|                   |                                    |  | Laszlo Rhédey von Kis-Rhéde |                                                    |  |  |  |  |  |  |  |                              |
|                   |                                    |  |                             |                                                    |  |  |  |  |  |  |  |                              |
|                   | Mihály Rhédey von Kis-Rhéde        |  |                             |                                                    |  |  |  |  |  |  |  |                              |
|                   |                                    |  |                             |                                                    |  |  |  |  |  |  |  |                              |
|                   |                                    |  |                             | Maria Thoroczkay de Thoroczko-Szent-Gyorgy         |  |  |  |  |  |  |  |                              |
|                   |                                    |  |                             |                                                    |  |  |  |  |  |  |  |                              |
|                   | László Rhédey von Kis-Rhéde        |  |                             |                                                    |  |  |  |  |  |  |  |                              |
|                   |                                    |  |                             |                                                    |  |  |  |  |  |  |  |                              |
|                   |                                    |  |                             | Baltazar Bánffy z Lošonce                          |  |  |  |  |  |  |  |                              |
|                   |                                    |  |                             |                                                    |  |  |  |  |  |  |  |                              |
|                   | Terézia Bánffy von Losoncz         |  |                             |                                                    |  |  |  |  |  |  |  |                              |
|                   |                                    |  |                             |                                                    |  |  |  |  |  |  |  |                              |
|                   |                                    |  |                             | Baroness Christine Kemeny de Magyar-Gyero-Monostor |  |  |  |  |  |  |  |                              |
|                   |                                    |  |                             |                                                    |  |  |  |  |  |  |  |                              |
|                   | Claudine Rhédey von Kis-Rhéde      |  |                             |                                                    |  |  |  |  |  |  |  |                              |
|                   |                                    |  |                             |                                                    |  |  |  |  |  |  |  |                              |
|                   |                                    |  |                             | Baron Gregor Inczedy de Nagy-Varad                 |  |  |  |  |  |  |  |                              |
|                   |                                    |  |                             |                                                    |  |  |  |  |  |  |  |                              |
|                   | Gergely Inczédy von Nagy-Várad     |  |                             |                                                    |  |  |  |  |  |  |  |                              |
|                   |                                    |  |                             |                                                    |  |  |  |  |  |  |  |                              |
|                   |                                    |  |                             | Agnes Kendeffy de Malmoviz                         |  |  |  |  |  |  |  |                              |
|                   |                                    |  |                             |                                                    |  |  |  |  |  |  |  |                              |
|                   | Ágnes Inczédy von Nagy-Várad       |  |                             |                                                    |  |  |  |  |  |  |  |                              |
|                   |                                    |  |                             |                                                    |  |  |  |  |  |  |  |                              |
|                   |                                    |  |                             | Petr Barcsay z Nagy-Barcsy                         |  |  |  |  |  |  |  |                              |
|                   |                                    |  |                             |                                                    |  |  |  |  |  |  |  |                              |
|                   | Karoline Barcsay von Nagy-Barcsa   |  |                             |                                                    |  |  |  |  |  |  |  |                              |
|                   |                                    |  |                             |                                                    |  |  |  |  |  |  |  |                              |
|                   |                                    |  |                             | Anna Boer de Kopascsel                             |  |  |  |  |  |  |  |                              |
|                   |                                    |  |                             |                                                    |  |  |  |  |  |  |  |                              |